# Đăk Song, Gia Lai
Đăk Song là một xã thuộc tỉnh Gia Lai, Việt Nam.
Xã Đăk Song có diện tích 146,00 km², dân số năm 2005 là 2.117 người, mật độ dân số đạt 15 người/km².